# 포드 에코스포츠
포드 에코스포츠(Ford EcoSport)는 2003년부터 2023년까 포드가 제조한 소형 크로스오버 SUV(B세그먼트)이다.
1세대 모델은 2003년부터 포드 브라질이 브라질 카마사리 공장에서 개발·생산하였다. 2세대 모델은 2012년에 출시되었으며 인도, 태국, 러시아 및 루마니아의 공장에서 조립되었다. 에코스포츠는 2018년 처음으로 북미 시장에 출시되었으며, 2022년 모델 이후 단종되었다. 모든 세대는 피에스타와 플랫폼을 공유한다.